# Gesell Sándor
Terebesfejérpataki Gesell Sándor (Pozsony, 1839. május 8. – Besztercebánya, 1919. november 24.) királyi főbányatanácsos és bányafőgeológus a Magyar Királyi Földtani Intézetnél.

## Életútja
Gesell János és Slubek Mária fia. Középiskoláit szülővárosában az ágostai evangélikus líceumban kezdte és a főreáliskolában végezte 1858-ban. Négy évet a selmeci bányászakadémián töltött, honnan 1862-ben végbizonyítvánnyal távozott. Ugyanazon év őszén bányászgyakornokká nevezték ki a kolozsvári bánya- és jószágigazgatósághoz, mire két évig a kudsiri és a sebeshelyi vasgyárnál működött, 1864 őszén a bécsi geologiai intézetbe küldetett magasabb kiképzése végett. Az ott töltött két év alatt a bécsi tudományegyetemen is folytatta tanulmányait, a nyári szünetek alatt pedig a Magyarországon folyó geológiai fölvételekben vett részt Eger és Esztergom vidékén. 
Bányászati tanulmányok végett Csehországban és porosz Sziléziában utazott; kohászati szempontból pedig Reichenau, Neuberg és Mariazell vaskohóit tanulmányozta. Ezután a govasdiai vasgyárhoz került mint bányatiszt-jelölt és ekkor egyszersmind a gyalári vasbányákat és a zsilvölgyi kőszénkutatásokat vezette. 1867 nyarán részt vett a bécsi geologusokkal Tokaj-Nyíregyháza és Dorog környékének földtani fölvételében. 1868-ban mint a gavosdiai királyi vasgyár ellenőrző tisztje vezette a nagy olvasztó üzemét, kidolgozta a Vajdahunyadon építendő nagyszabású vasgyár tervezetét és elvégezte a gyalár-gavosdiai keskenyvágányu ércszállító vaspályának Vajdahunyadig terjedő nivellálását. 1870-ben a bányahatóság elismerése kisérte a pénzügyminiszterium bányászati osztályába, honnét 1871-ben bányageologussá neveztetett ki a máramarosi s nagybányai bányaigazgatóságok kerületébe. Itt készítette 1873-ban a máramarosi kincstári bányászat bányageologiai térképét (mely kézirat maradt) az akkori bécsi közkiállításra. 
1877-ben M.-Szigeten a bányamérnöki teendőket is végezte. 1878-ban a párizsi közkiállítás magyar bányászati, kohászati és műszaki osztályának felügyelője és a kiállítási jelentés bányászati részének szerkesztője volt. 1879-ben bányatanácsosi címet nyert. 1880-tól fogva a selmeci bányakerület bányageologusa volt; 1883-ban pedig a Budapesti Királyi Földtani Intézethez nevezték ki bánya főgeologusnak. 1885-ben a budapesti általános kiállítás országos bizottságának tagja, a bányászati, kohászati és földtani szakcsoport egyik előadója és rendezője volt. 1892-ben a király a főbányatanácsosi cím és jelleg adományozásával tüntette ki. Gesell a bányászatnak többféle ágában működött és bányászati ügyekben több alkalommal szakvéleményt adott.
Irodalmi dolgozatai a Jahrbuch der k. k. geolog. Reichsanstaltban (XVI. köt. Das Braunkohlenvorkommen bei Gran in Ungarn), a Földtani Közlönyben (1874. A mármarosi vasércztelepekről, 1875. Az ungvári kir. jószágigazgatóság területén előforduló kőszén, kőolaj és földi gyanta földtani leirása, térképpel, u. az 1876. a Bányászati és Kohászati Lapokban, 1887. Antimonérczbányászat Király-Lubellán Liptómegyében, 1892. Barnaszén és tőzeg Árvamegyében és rövidebb közlemények és irodalmi ismertetések 1887-93., a Bányászati és Kohászati Lapokban (1874. A bányageologus hatásköre és szerepe a bányászatban), a Magyar Kárpátegylet Évkönyvében (VII. Kézsmárk, 1880. Adatok mármarosmegyei petroleum-előjövetel megismeréséhez, VIII. 1881. Mármarosmegye geologiai viszonyai tekintettel értékesíthető ásványok fekvő helyeire; mindkettő németül is M. Kárpátegylet Évkönyvében), a Hazánkban (1894. 59. sz. A geologiának gyakorlati alkalmazása).

## Művei
- Adatok a máramarosi m. kir. bányaigazgatósághoz tartozó, e megye é. k. részében fekvő vaskőbányaterület földtani megismertetéséhez. Bpest, 1876. Két térképpel. (Mathematikai és Természettudományi Közlemények XII. 9.)
- A vörösvágás-dubniki opálbányák földtani viszonyai. Bpest, 1876. Négy táblával. (Mathematikai és Természettudományi Közlemények XV. 7.)
- A bányászat és kohászat az 1878. évi párisi közkiállításon. Bpest, 1879. (Hivatalos jelentés. Graenzenstein Bélával. Ugyanez a Bány. és Koh. Lapokban.)
- A selmeczi bányavidék ércztelér vonulatai. Részletes geologiai térkép. Bpest, 1882. (Dr. Szabó József és Cseh Lajos közreműködésével.)
- A Selmeczbányán és környékén 1882. és 1883-ban (és folytatólag 1884-ben) eszközölt részletes bányageologiai fölvételek. Bpest. 1884-85. Nyolcz ábrával. (A m. kir. földtani intézet évi Jelentéseiben és a Földtani Közlöny XIV. és XV. köt. is magyarul és németül).
- A soóvári kősóbányakerület földtani viszonyai, tekintettel az elöntött kősóbánya újból megnyitására. Bpest, 1885. Négy táblával. (M. kir. földtani intézet Évkönyve VII. köt. 5. füzete. Ugyanez németül a Mittheil. aus d. Jahrbuche d. k. ung geol. Anstalt VII. köt. Bpest, 1886.)
- Mű- és építőipari tekintetben fontosabb magyarországi kőzetek részletes katalogusa. Bpest, 1886. (Schafarzik Ferenczczel együtt).
- Kőszénbányászat az 1885. évi budapesti országos általános kiállításon. Bpest, 1886. (Különnyomat a Hivatalos Jelentés II.)
- A körmöczi érczbányaterület bányageologiai fölvétele 1885-88-ban. Bpest, 1886-89. 21 ábrával.
- A nagybányai érczbányaterület bányageologiai fölvétele 1889 és 1890-ben. Bpest. 1890-91. Tiz ábrával.
- A felsőbányai érczbányaterület bányageologiai viszonyai. Bpest, 1892. Egy táblával.
- Kapnikbánya bányageologiai viszonyai. Bpest, 1893. Egy térképpel és 10 ábrával. (Az 5. és 9-12. sz. munkák különnyomatok a m. kir. földtani intézet évi Jelentéseiből).